# Yevgeni Gavrilov
Yevgeni Aleksandrovich Gavrilov (tiếng Nga: Евгений Александрович Гаврилов; sinh ngày 28 tháng 11 năm 1998) là một cầu thủ bóng đá người Nga thi đấu cho F.K. Dynamo-2 Sankt Peterburg.

## Sự nghiệp câu lạc bộ
Anh có màn ra mắt tại Giải bóng đá chuyên nghiệp quốc gia Nga cho F.K. Dynamo-2 Sankt Peterburg vào ngày 25 tháng 8 năm 2017 trong trận đấu với FC Tekstilshchik Ivanovo.